# Helmut Schuster (Unternehmer)
Helmut Andreas Schuster (* 25. April 1932 in Wien; † 31. März 2018 ebenda) war ein österreichischer Unternehmer.

## Leben
Nach dem Studium an der Wirtschaftsuniversität Wien (Dkfm., Promotion: 1955) absolvierte der Beamtensohn Praxisjahre bei verschiedenen Firmen so auch 1955 beim Unternehmen Varta.
1957 trat Helmut Schuster bei IBM Austria ein, wo er 1968 die Position des Verkaufsdirektors übernahm. 1974/75 leitete er IBM Europe in der ehemaligen Sowjetunion und wurde 1977 stellvertretender Generaldirektor von IBM Austria. 1978 nahm er die Chance wahr Mitglied des Aufsichtsrats der Hirtenberger Patronenfabrik zu werden.
1980 schied Schuster nach 23 Jahren Konzernzugehörigkeit endgültig bei IBM aus und erwarb 1981 gemeinsam mit seinem Bruder Gerhard Schuster die in wirtschaftliche Turbulenzen geratenen Firma Ankerbrot, die zu diesem Zeitpunkt noch unter dem Namen Vereinigte Nahrungsmittel Industrie AG firmierte. Von 1983 bis 1997 war Helmut Schuster Vorstandsvorsitzender der erworbenen Firma und machte das Unternehmen innerhalb kurzer Zeit zum heimischen Branchenführer. In weiterer Folge baute er Ankerbrot mit über 2.600 Mitarbeitern und 2,2 Mrd. Schilling (rd. 160 Millionen Euro) Umsatz zur modernsten Bäckerei Europas aus.
Als 1995 die Hirtenberger AG in Folge des Zusammenbruchs des Assmann-Firmenimperiums den Ausgleich beantragen musste und die Giro Credit als Hausbank der Hirtenberger AG faktischer Eigentümer der Firma wurde, bestellte die Giro Credit Helmut Schuster zum Vorsitzenden des Aufsichtsrats der Hirtenberger AG. Noch im gleichen Jahr setzte Schuster ein neues Management-Team aus erfahrenen Hirtenberger Mitarbeitern ein und leitet den Turnaround der Firma ein. Schließlich erwarb Helmut Schuster im Jahr darauf, also 1996, die gesamten Anteile der Hirtenberger AG von der Giro Credit. Diesen Kauf finanzierte Schuster offensichtlich mit dem Verkauf von Ankerbrot an die deutsche Müller-Brot. Insgesamt veräußerten die Gebrüder Schuster im Jahr 1997 74 % der Ankerbrot AG an Müller-Brot und die restlichen Anteile sechs Jahre später an den deutschen Industriellen Klaus Ostendorf.
Der Gesamtumsatz der Hirtenberger Gruppe kletterte unter dem Eigentümer Helmut Schuster von rd. 41 Millionen Euro im Jahr 1994 auf rd. 120 Millionen Euro im Jahr 2009. Wachstum erzielte die Hirtenberger AG unter Schuster vor allem im zivilen Geschäft. Lieferungen an die Autoindustrie sorgten 2002 bereits für mehr als 60 Prozent des Konzernumsatzes. 2015 wurde die etwa gleich große Komptech aus Frohnleiten (Steiermark) übernommen.
Helmut Schuster starb am 31. März 2018 in Wien.

## Verschiedenes
Von 1993 bis 2001 war Helmut Schuster Aufsichtsratspräsident der ÖBB. In der Presseaussendung vom 13. Feb. 2001 wurde betont, dass Schuster keiner politischen Gruppierung angehöre und dass er in seinen acht Jahren als Vorsitzender des Aufsichtsrates nie nach politischen Gesichtspunkten agierte.